# Toftir
Toftir település Feröer Eysturoy nevű szigetén. Közigazgatásilag Nes község székhelye.

## Földrajz

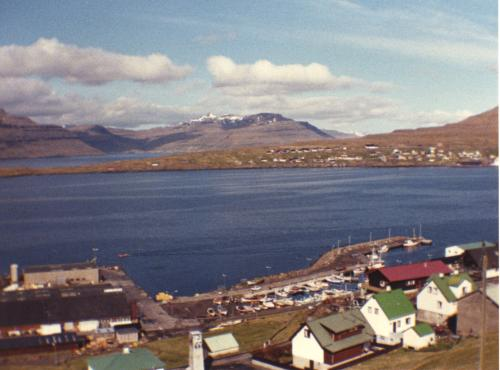
A Skálafjørður Toftirból nézve

A Skálafjørður keleti partján 10 km hosszan húzódó településfüzér részét képezi. Tőle keletre található Feröer negyedik legnagyobb tava, a Toftavatn. A település jelenleg 258 házból áll.

## Történelem
Első írásos említése 1584-ből származik. Templomát, a Fríðrikskirkjant 1994-ben építették.

## Népesség
| Év              | Lakosság |
| --------------- | -------- |
| 1986. január 1. | 669      |
| 1991. január 1. | 767      |
| 1996. január 1. | 678      |
| 2001. január 1. | 783      |
| 2006. január 1. | 832      |

## Gazdaság
A településnek viszonylag nagy kikötője van, a halászzsákmányt pedig 1969-ben épített filézőüzemében dolgozzák fel.

## Közlekedés
Toftir a Skálafjørður keleti partján futó észak-déli irányú út mentén fekszik, Saltnes és Nes között. Itt van a 440-es buszjárat végállomása.
A településen található egy Statoil benzinkút.

## Sport
A környező dombok között található sportkomplexuma, a Svangaskarð Stadion, amely Feröer két nemzetközi mérkőzések lebonyolítására is alkalmas stadionjának egyike. Labdarúgócsapata a B68 Toftir (Tofta Ítróttarfelag).

### Külső hivatkozások
- faroeislands.dk – fényképek és leírás (angol)
- Toftir Archiválva 2012. október 3-i dátummal a Wayback Machine-ben, Nes község (feröeri)
- Toftir, Visit Eysturoy (feröeri, angol)
- Toftir, fallingrain.com (angol)